# Armorial des localités de Hongrie/J
Cette page donne les armoiries des localités de Hongrie, commençant par la lettre J.

## Ja-Já

Jánossomorja

## Jo-Jó

Jobbágyi

## Ju

Juta